# Armorial général de la noblesse belge
L'Armorial général de la noblesse belge est un ouvrage, orné des armoiries figurées dans les lettres patentes originales, réalisé en 1941 par le baron Fernand de Ryckman de Betz. L'ouvrage a été tiré à 1 100 exemplaires, dont 530 numérotés.
Une seconde édition revue et corrigée fut imprimée chez H. Dessain à Liège en 1957 à 1 200 exemplaires dont 30 hors commerce, 500 exemplaires numérotés et 670 ordinaires non numérotés.
La préface a été écrite par le vicomte Charles Terlinden, président du Conseil héraldique.